# Bothrops
Bothrops es un género de serpientes venenosas de la subfamilia de las víboras de foseta que agrupa 45 especies distribuidas desde el noreste de México, América Central, incluyendo las Antillas Menores, y la mayor parte de Sudamérica. El nombre genérico se deriva de las palabras griegas bothros y ops que significan "fosa" y "ojo" o "rostro"; una alusión a las fosetas loreales, dos orificios, uno en cada lado de la cabeza, situados entre el ojo y el orificio nasal. Estos dos órganos, muy sensibles a las variaciones de temperatura, permiten que el animal pueda localizar presas de sangre caliente.
Los miembros de este género son responsables de más víctimas mortales en América que cualquier otro grupo de serpientes venenosas. Los últimos cambios taxonómicos que afectan al grupo, incluyeron en Bothrops las especies antes incluidas en Bothriopsis, Rhinocerophis y Bothropoides. 

## Descripción
El tamaño de las especies que conforman este género de serpientes varía de 50-70 cm, hasta más de 200 cm de longitud. La mayoría se caracteriza por tener un hocico agudo, sin elevación.
La disposición de las escamas en la parte superior de la cabeza es extremadamente variable, el número de escamas interorbitales puede variar entre 3 y 14. Generalmente hay 7-9 escamas supralabiales y 9-11 sublabiales. Hay 21-29 escamas dorsales a medio cuerpo, 139-240 escamas ventrales y 30-86 subcaudales, que por lo general están divididas.

## Nombres comunes
Originalmente el naturalista Lacépède aplicó el nombre común cabeza de lanza dorada (fer-de-lance (francés) o lancehead (inglés)) a todas las serpientes que consideraba conespecíficas. Así, escritos populares -y algunos escritos científicos más antiguos también- a menudo los llaman "Fer-de-lance". Sin embargo, en la actualidad muchos científicos y aficionados suelen reservar el nombre "fer-de-lance" o "lancehead" a B. lanceolatus, la especie de la isla de Martinica.[cita requerida]

## Distribución geográfica

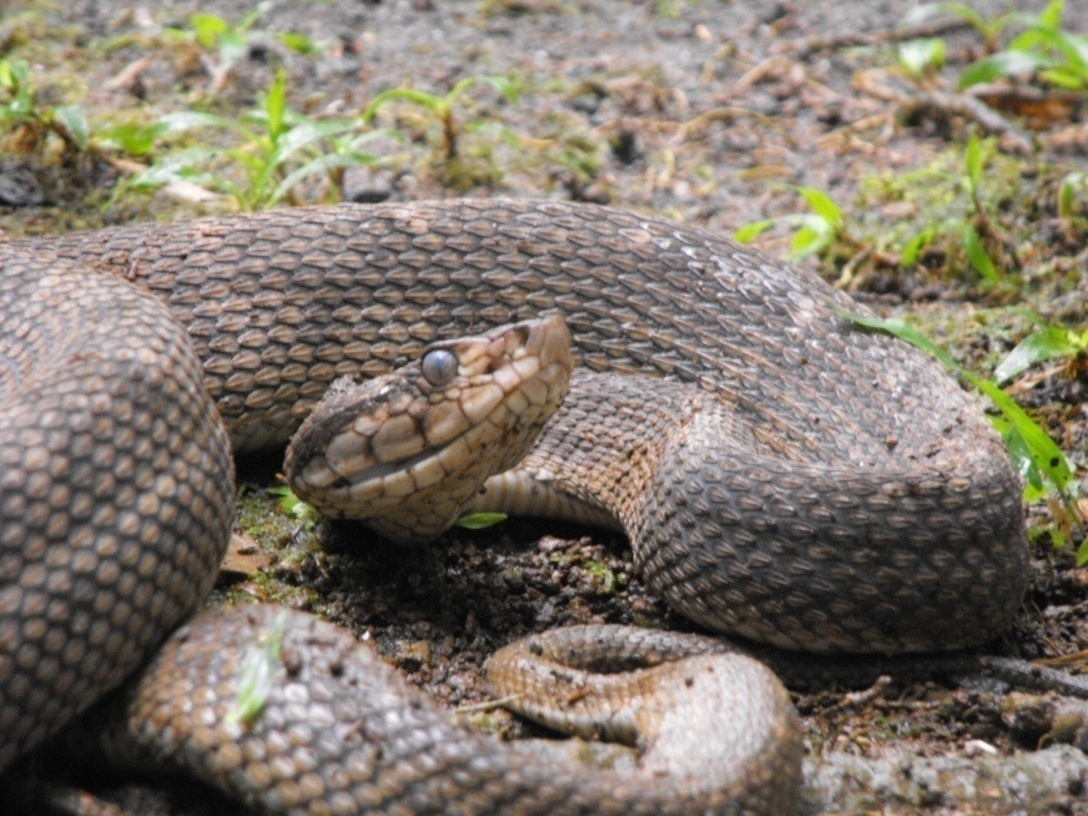
Bothrops caribbaeus

Hallado en el noreste de México (Tamaulipas), Centroamérica y Sudamérica hasta Argentina. También ocurre en las islas de Santa Lucía y Martinique (Antillas Menores), y Ilha da Queimada Grande en Brasil, y también puede encontrarse en la parte de costa-montaña en Venezuela

## Comportamiento
La mayoría de las especies es nocturna, aunque algunas especies, que viven a una altitud mayor, son activos durante el día. En caso contrario, se pueden observar en los días nublados o durante períodos de lluvia. La mayoría es terrestre, aunque todos son capaces de escalar. Una especie en particular, B. insularis, es conocida por ser frecuentemente encontrada en los árboles.

## Veneno

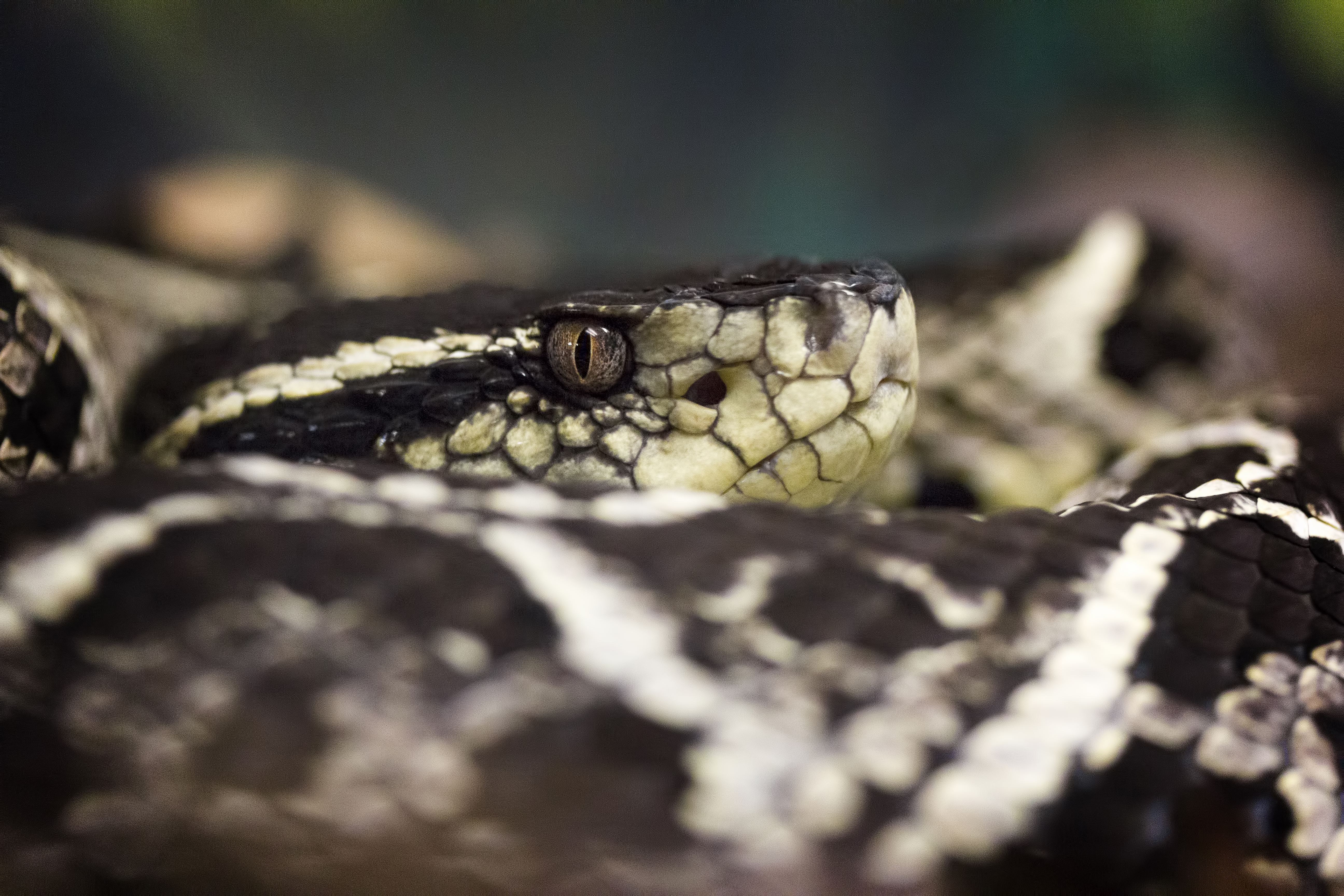
Bothrops jararaca

Los miembros del género Bothrops - y más en particular B. asper, B. atrox y B. jararaca - son responsables de más muertes en América que cualquier otro grupo de serpientes venenosas.
Sin tratamiento médico, la tasa de mortalidad se estima en aproximadamente 7%, porcentaje que puede reducirse a 0,5-3% si la víctima de la mordedura recibe tratamiento adecuado.
Los síntomas típicos de envenenamiento bothrópico incluyen dolor ardiente inmediato, mareos, náuseas, vómitos, sudoración, dolor de cabeza, hinchazón masiva de la extremidad afectada, ampollas hemorrágicas, necrosis local, sangrado de la nariz y las encías, equimosis, eritema, hipotensión, taquicardia, coagulopatía con hipofibrinogenemia y trombocitopenia, hematemesis, melena, epistaxis, hematuria, hemorragia intracerebral e insuficiencia renal secundaria a la hipotensión y la necrosis cortical bilateral.
Generalmente hay decoloración alrededor de la mordedura y es posible que se desarrollan erupciones en el tronco o en las extremidades.

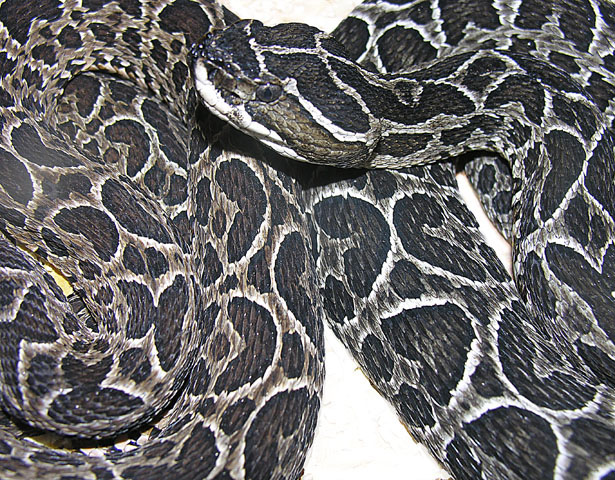
Bothrops alternatus

En general los casos mortales son el resultado de la hipotensión secundaria a la hipovolemia, insuficiencia renal y hemorragia intracraneal. Las complicaciones más frecuentes incluyen la necrosis e insuficiencia renal, secundaria al choque hipovolémico y los efectos tóxicos del veneno.

## Especies
| Especies          | Autor taxón                                       | Subsp.* | Nombre común | Distribución geográfica |
| ----------------- | ------------------------------------------------- | ------- | --- | --- |
| B. alcatraz       | Márques, Martins & Sazima, 2002                   | 0       | | Noreste de Brasil. |
| B. alternatus     | Duméril, Bibron and Duméril, 1854                 | 0       | víbora de la cruz (Argentina, Uruguay), yarará grande (Argentina), mboi-cuatia (Paraguay), mboi-kwatiara (Paraguay), yarará acacusu (Paraguay), crucera (Uruguay), yarará (Uruguay).                  | Sureste de Brasil, Paraguay, Uruguay y norte de Argentina (en las provincias de Buenos Aires, Catamarca, Córdoba, Corrientes, Chaco, Entre Ríos, Formosa, La Pampa, Misiones, San Luis, Santa Fe, Santiago del Estero y Tucumán). |
| B. ammodytoides   | Leybold, 1873                                     | 0       | yarará ñata, cenicienta | Argentina |
| B. asper          | (Garman, 1884)                                    | 0       | Terciopelo, barba amarilla, cantil, cantil Boca dorado, cantil devanador, equis, equis negra, cascabelle, toboba rabo amarilla, cuatronarices, pelo de gato, nauyaca, taya equis.                     | Tierras bajas del Atlántico desde el este de México, Centroamérica, incluyendo Guatemala, Belice, Honduras, Nicaragua Costa Rica y Panamá. Poblaciones aisladas en el sureste de Chiapas (México) y el suroeste de Guatemala. El la parte norte de América del Sur en Colombia y Venezuela. También en Ecuador. |
| B. atrox          | (Linnaeus, 1758)                                  | 0       | Punta de lanza común, Barba amarilla, jergón, mapaná, taya equis, caicaca, acuamboia, caissaca, bulla bárbara amarilla, machacu, jararaca.                                                            | Tierras bajas tropicales de América del Sur al este de los Andes, incluyendo el sureste de Colombia, sur y oriente de Venezuela, Guayana, Surinam, Guayana Francesa, en el este de Ecuador, en el este de Perú, el norte de Bolivia y la mitad norte de Brasil. |
| B. ayerbei        | Folleco-Fernández, 2010                           | 0       | Cacica, Equis Patiana, Víbora de Ayerbe. | Cuenca alta del río Patía entre las cordilleras Central y Occidental, vertiente Oeste del Macizo Colombiano en los departamentos de Cauca y Nariño, Colombia. |
| B. barnetti       | Parker, 1938                                      | 0       | cascabel, macanche, san carranca, zancarranca | A lo largo de la costa del Pacífico del noroeste del Perú, en elevaciones bajas, en matorrales áridos y en los bosque secos tropicales. |
| B. bilineata      | (Wied-Neuwied, 1825)                              | 1       | Loromachaco (Perú), Lorito o papagayo (Ecuador) | cuenca del Amazonas en América del Sur: Colombia, Venezuela, Guyana, Suriname, Guyana francesa, Brasil, Ecuador, Perú y Bolivia. Una población disyunta vive en la vertiente del Atlántico en e sureste de Brasil. |
| B. brazili        | Hoge, 1954                                        | 0       | Colombia: rabo de ratón. Perú: cascabel, jergón. Venezuela: mapanare, mapanare de Amazonus | Los bosques ecuatoriales del sur de Colombia, Perú oriental, el este de Ecuador, el sur y el este de Venezuela, Guyana, Surinam, Guayana Francesa, Brasil y el norte de Bolivia. |
| B. caribbaeus     | (Garman, 1887)                                    | 0       | | Santa Lucía (Antillas Menores). Al parecer restringido a la periferia de baja elevación del extremo norte y el tercio sur de la isla. |
| B. chloromelas    | (Boulenger, 1912)                                 | 0       | | Perú |
| B. cotiara        | (Gomes, 1913)                                     | 0       | Cotiara. Argentina: cotiara, yarará de vientre negro. | Bosques de Araucaria del sur de Brasil en los estados de São Paulo, Paraná, Santa Catarina y Río Grande do Sul. En el noreste de Argentina en la provincia de Misiones. |
| B. diporus        | (Cope, 1862)                                      | 0       | | Argentina, Brasil y Paraguay. |
| B. erythromelas   | Amaral, 1923                                      | 0       | | Noreste de Brasil en los estados de Alagoas Bahia, Ceará, extremo oriente de Maranhão, Minas Gerais Paraíba Pernambuco Piauí, Rio Grande do Norte y Sergipe. |
| B. fonsecai       | Hoge & Belluomini, 1959                           | 0       | | Sureste de Brasil en los estados del noreste de Sao Paulo, el sur de Río de Janeiro y extremo sur de Minas Gerais. |
| B. insularis      | (Amaral, 1922)                                    | 0       | | Isla Queimada Grande, Brasil. |
| B. itapetiningae  | (Boulenger, 1907)                                 | 0       | | Sureste de Brasil en los estados de Minas Gerais, Mato Grosso, Sao Paulo, y en la meseta de Paraná. |
| B. jararaca       | (Wied-Neuwied, 1824)                              | 0       | Jararaca. Argentina: yararaca, yararaca perezosa, Paraguay: yarará | Sur de Brasil, noreste de Paraguay y norte de Argentina (Misiones). |
| B. jararacussu    | Lacerda, 1884                                     | 0       | Jararacussu. Argentina: kiririog-saiyu, surucucu apete, yarará-cussu, yarará dorada, yarará-guasu, Bolivia: yope pintada, yoperojobobo venenosa, Paraguay: yarará-guasu, yarará-guazu                 | Este de Brasil (desde Bahía a Santa Catarina), Paraguay, el sudeste de Bolivia y el noreste de Argentina (provincia de Misiones). |
| B. jonathani      | (Harvey, 1994)                                    | 0       | yoperojobobo | El Altiplano del centro de Bolivia en el departamento de Cochabamba, que ocurren en elevaciones de 2800-3200 m en los pastizales rocosa seca. |
| B. lanceolatusT   | (Bonnaterre, 1790)                                | 0       | Punta de lanza de Martinica. | Martinica, Antillas Menores. |
| B. leucurus       | Wagler, 1824                                      | 0       | | Brasil oriental a lo largo de la costa atlántica desde el norte de Espírito Santo al norte de Alagoas y Ceará. Ocurre más hacia el interior en varias partes de Bahía. La identidad de las poblaciones disjuntas oeste del Río São Francisco es incierto. |
| B. lojanus        | Parker, 1930                                      | 0       | macanchi, macaucho | Sur de Ecuador en las provincias de Loja y Zamora-Chinchipe en las elevaciones de 2100-2250 m. |
| B. lutzi          | (Miranda-Ribeiro, 1915)                           | 0       | | Brasil |
| B. marajoensis    | Hoge, 1966                                        | 0       | jararaca | Norte de Brasil en las tierras bajas costeras del delta de Amazonas. |
| B. marmoratus     | Da Silva & Rodrigues, 2008                        | 0       | | Goias (Brasil) |
| B. matogrossensis | (Amaral, 1925)                                    | 0       | | Brasil, Bolivia, Argentina, Paraguay y Perú. |
| B. medusa         | (Sternfeld, 1920)                                 | 0       | | Venezuela, incluyendo la Cordillera de la Costa, el Distrito Federal (Caracas) y los estados de Aragua, Bolívar y Carabobo. |
| B. moojeni        | Hoge, 1966                                        | 0       | cabeca-de-capanga, caicaca, caissaca, jaracucu | El centro y el sudeste de Brasil, este de Paraguay, noreste de Argentina (Misiones) y probablemente este de Bolivia. |
| B. muriciensis    | Ferrarezzi & Freire, 2001                         | 0       | | Noreste de Brasil. |
| B. neuwiedi       | Wagler, 1824                                      | 11      | cabeca-de-capanga, jararacussu, jararaca, jararaca-pintada, jararaca-cruceira, jararaca-do-rabo-branco, jararaquinha, rabo-de-osso, tira peia, crucera, urutu, pina machajuary, víbora de rabo blanco | América del Sur al este de los Andes y al sur de aprox. 5º latitud sur, incluyendo Brasil (sur de Maranhão, Piauí, Ceará, Bahía, Goiás, Mato Grosso, una población aislada en Amazonas, Rondônia y todos los estados del sur), Bolivia, Paraguay, Argentina (Catamarca, Córdoba, Corrientes, Chaco, Entre Ríos, Formosa, Jujuy, La Pampa, La Rioja, Mendoza, Misiones, Salta, San Juan, San Luis, Santa Fe, Santiago del Estero y Tucumán) y Uruguay. |
| B. oligolepis     | (Werner, 1901)                                    | 0       | Lamon, Jergón negro (Perú) | Vertiente oriental de los Andes en Perú y Bolivia. |
| B. osbornei       | Freire-Lascano, 1991                              | 0       | | Ecuador y Perú. |
| B. otavioi        | Barbo, Grazziotin, Sazima, Martins & Sawaya, 2012 | 0       | | Brasil |
| B. pauloensis     | (Amaral, 1925)                                    | 0       | | Brasil, Paraguay y Bolivia. |
| B. pictus         | (Tschudi, 1845)                                   | 0       | jergon de la Costa, macanche, sancarranca, víbora, jergón | Perú en los cerros de la región costera del Pacífico hasta aprox. 1800 m de altitud. |
| B. pirajai        | Amaral, 1923                                      | 0       | | Brasil en el estado de Bahía el centro y sur y posiblemente también de Minas Gerais. |
| B. pulchra        | (Peters, 1862)                                    | 0       | | Vertiente oriental de los Andes, desde centro-sur de Colombia hasta el sur de Ecuador. |
| B. punctatus      | (Garcia, 1896)                                    | 0       | | Norte de Sudamérica. |
| B. rhombeatus     | (García, 1896)                                    | 0       | Equis amarilla del Valle, gata, pelo de gato. | Cuenca del río Cauca desde Popayán (Cauca) hacia el Valle del Cauca, el Eje Cafetero (Caldas, Quindío, Risaralda), Antioquia hasta La Mojana (Córdoba), Colombia |
| B. sanctaecrucis  | Hoge, 1966                                        | 0       | yoperojobobo pintada, yoperojobobo venenosa, Jobobo venenosa | Bolivia en las tierras bajas amazónicas de los departamentos de El Beni y Santa Cruz. |
| B. taeniata       | (Wagler, 1824)                                    | 1       | | Bastante común en las selvas tropicales de Ecuador, Colombia, Venezuela, Guyana, Suriname, Guyana Francesa, Brasil, Perú y Bolivia. |
| B. venezuelensis  | Sandner Montilla, 1952                            | 0       | barriga morada, cuatro narices, rabo candela, terciopelo, tigra mariposa | Norte y centro de Venezuela, incluyendo la Cordillera de la Costa y los estados de Aragua, Carabobo, el Distrito Federal de Venezuela, Miranda, Mérida, Trujillo, Lara, Falcón, Yaracuy y Sucre. |
| B. pubescens      | (Cope, 1870)                                      | 0       | Yara (Uruguay), Yarará (Uruguay), Yarará uruguaya (Uruguay), Yarará oriental (Uruguay), Jararaca-pintada (Brasil), Jararaca-do-pampa (Brasil)                                                         | Sur de Brasil, en el estado de Río Grande del Sur, y en el noreste y este del Uruguay. |

*) No incluye las subespecies nominales.

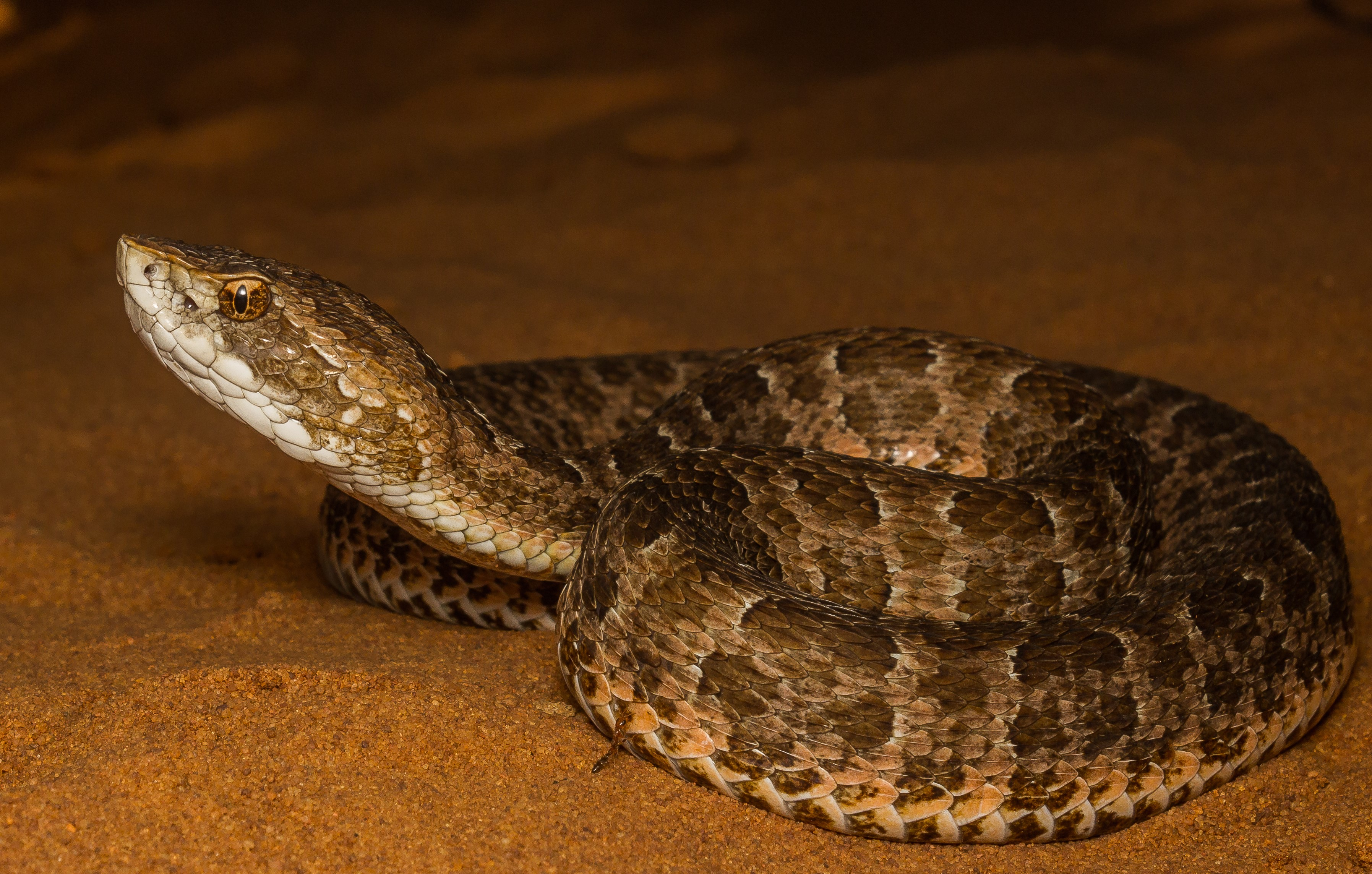
Bothrops itapetiningaea

T) Especie tipo.

## Véase también

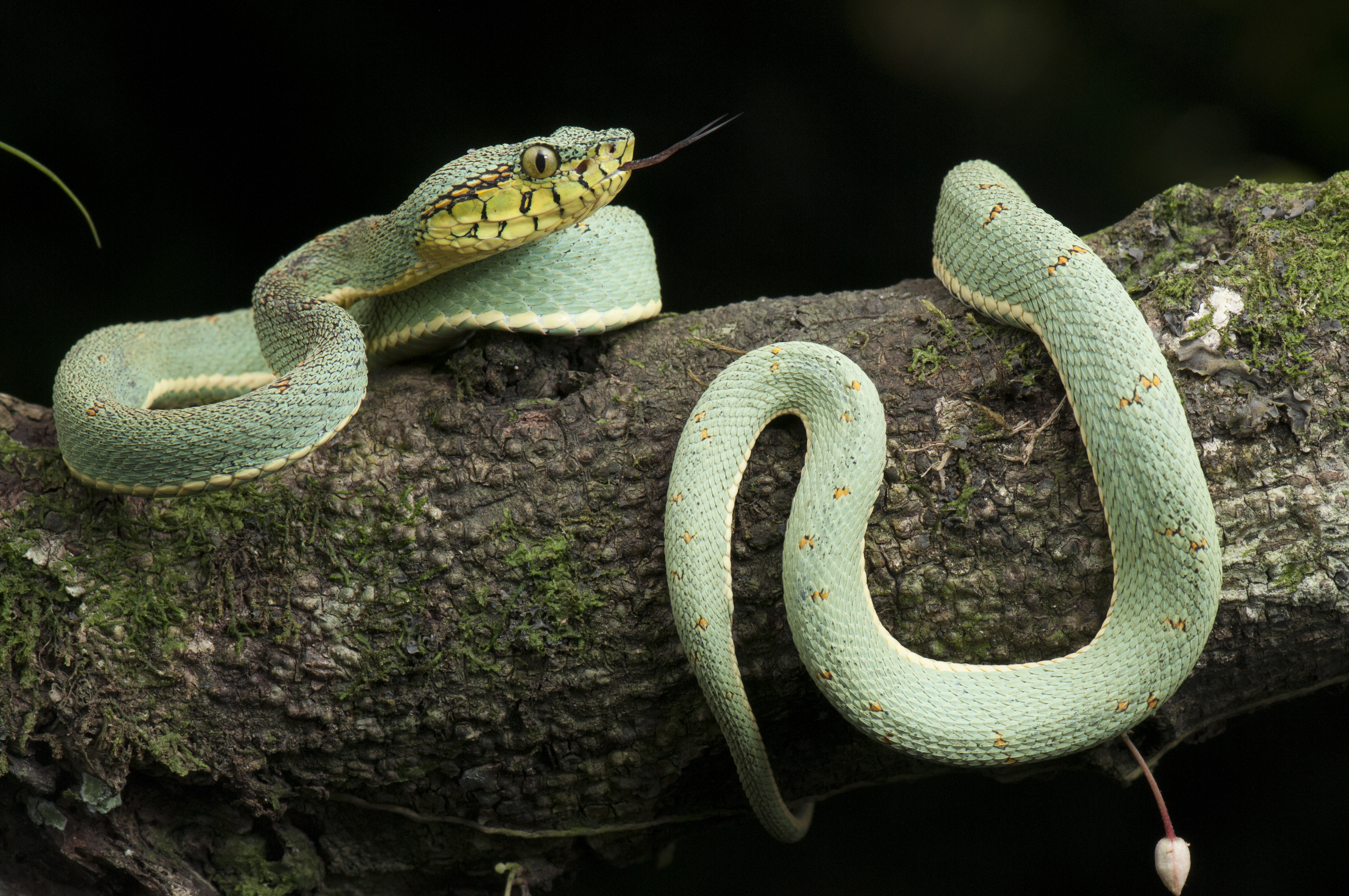
Bothrops bilineatus

## Referencias

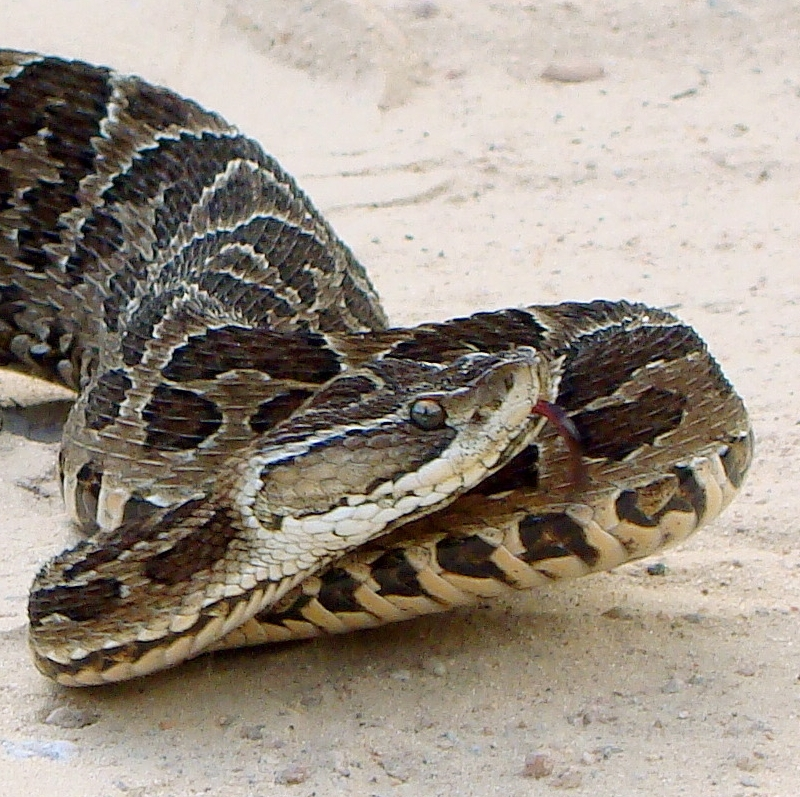
Bothrops alternatus